# Fellow of the Royal Society
Een Fellow of the Royal Society of London is een wetenschapper die gekozen is tot lid van de Fellowship of the Royal Society of London.
Lidmaatschap van de Royal Society is een erkenning van werk in de wetenschap dat een "substantiële bijdrage heeft geleverd aan de uitbreiding van de kennis van de natuurwetenschappen, met inbegrip van de wiskunde, toegepaste wetenschappen en de medische wetenschap".
Fellows van de Royal Society worden gekozen met een buitengewoon strenge procedure op basis van coöptatie. Fellows zijn wetenschappers uit het Verenigd Koninkrijk, de Ierse Republiek en andere landen van het Britse Gemenebest. Daarnaast kunnen wetenschappers uit andere landen aangesteld worden, maar zij heten dan Foreign Member of the Royal Society.
Het Fellowship is een benoeming voor het leven. Fellows zijn gerechtigd de titel FRS achter hun naam te voeren.